# Paradoxa de Jevons
La paradoxa de Jevons (/ˈdʒɛvənz/), afirma que a mesura que el perfeccionament tecnològic augmenta l'eficiència amb la qual s'utilitza un recurs, és més probable un augment del consum de l'esmentat recurs. I per tant, la paradoxa de Jevons implica que la introducció de tecnologies amb major eficiència energètica poden, al final, augmentar el consum total d'energia.
La paradoxa va ser introduïda pel matemàtic i economista anglès William Stanley Jevons, en la seua obra La pregunta sobre el carbó, de 1865. Va observar que les millores tecnològiques que augmentaven l'eficiència de l'ús del carbó van provocar un augment del consum de carbó en una àmplia gamma d'indústries. Va argumentar que, contràriament a la intuïció comuna, no es podia confiar en el progrés tecnològic per reduir el consum de combustible. La qüestió ha estat reexaminada pels economistes moderns que estudien els efectes de rebot del consum de la millora de l'eficiència energètica. A més de reduir la quantitat necessària per a un ús determinat, la millora de l'eficiència també redueix el cost relatiu d'utilitzar un recurs, la qual cosa n'augmenta la quantitat demandada. Això pot contrarestar (fins a cert punt) la reducció de l'ús de la millora de l'eficiència. A més, la millora de l'eficiència augmenta els ingressos reals i accelera el creixement econòmic, augmentant encara més la demanda de recursos. L'efecte Jevons es produeix quan predomina l'efecte de l'augment de la demanda, i la millora de l'eficiència es tradueix en una taxa més ràpida d'utilització dels recursos.
Hi ha un debat considerable sobre la mida del repunt de l'eficiència energètica i la rellevància de l'efecte Jevons per a la conservació de l'energia. Alguns rebutgen l'efecte, mentre que d'altres es preocupen que pot ser contraproduent perseguir la sostenibilitat augmentant l'eficiència energètica. Alguns economistes ambientals han proposat que els guanys d'eficiència s'acompanyin amb polítiques de conservació que mantenen el cost d'ús igual (o superior) per evitar l'efecte Jevons. Les polítiques de conservació que augmenten el cost d'ús (com ara el límit i el comerç o els impostos ecològics) es poden utilitzar per controlar l'efecte rebot.
Encara que Jevons es va centrar originalment en el carbó, el concepte s'ha estès des d'aleshores a altres recursos, per exemple, l'ús d'aigua. L'efecte Jevons també es troba en la socio-hidrologia, en la paradoxa del desenvolupament segur anomenada efecte embassament, on la construcció d'un embassament per reduir el risc d'escassetat d'aigua pot agreujar aquest risc, ja que una major disponibilitat d'aigua condueix a més desenvolupament i, per tant, més consum d'aigua.